# Château de Rochecardon
Le château de Rochecardon est situé à Saint-Didier-au-Mont-d'Or dans le Rhône, au confluent du ruisseau de Rochecardon et du ruisseau de l’Arche. Avant le XVIIe siècle, ce lieu était dénommé la Roche de Vaise.

## Histoire
Famille Chevrier
- Vers 1388, le château appartient à un meunier, Henry Chevrier (ou Cheurier), qui possède plusieurs moulins dont Roche, Pontet et Treille.

Famille Rolland
- Au XVe siècle, on trouve Francis puis Pierre Rolland qui vend la propriété en 1515.

Famille Camus
- À partir de  1515, se succèdent :
  - Jean, marié à Antoinette de Vinols, marchand d’épices, secrétaire du roi ; il porte le titre de seigneur de la Roche ;
  - Claude, leur fils, marié à Anne Grolier, conseiller du roi, trésorier général de France ;
  - Charles, fils aîné des précédents, marié à Claude du Peyrat ;
  - Imbert, marié à Geneviève de Chauviron, Jacques et Claude, fils des précédents.

Famille Cardon
- En 1620, les fils Camus vendent le domaine à un imprimeur lyonnais, Horace Folch Cardony (vers 1566 -  1641), plus connu sous le nom d’Horace Cardon. Né à Lucques, fils de Joseph Folch de Cardonna, d’origine catalane, et d’Elisabeth Andryoli, il épouse Marie Dupin qui lui donne plusieurs enfants qui mourront avant lui. Il est anobli en 1605 et devient seigneur de la Roche. Son nom, accolé à Roche, donnera Rochecardon.
- Jacques Cardon, neveu du précédent, seigneur de la Roche, épouse en 1644 Claudine de Fenouil; il est prévôt général des provinces du Lyonnais, du Forez et du Beaujolais.
- Laurent, second fils des précédents, seigneur de la Roche, épouse en 1677 Clémence de Quinson.
- Jacques Gaspard, fils des précédents, seigneur de la Roche, épouse en 1702 Benoîte Bellet ; il est officier au régiment de Lyonnais.

Famille Vielhe
- En 1720, Jean Veilhe achète le fief. Pierre lui succède.

Famille Vionnet
- En 1744, Pierre Vionnet, négociant et bourgeois de Lyon (frère des jésuites Barthélemy et George Vionnet), achète la terre. Sa veuve, Marie-Anne, née Vouty de La Tour, hérite du fief le 5 décembre 1746.

Famille Boy de la Tour

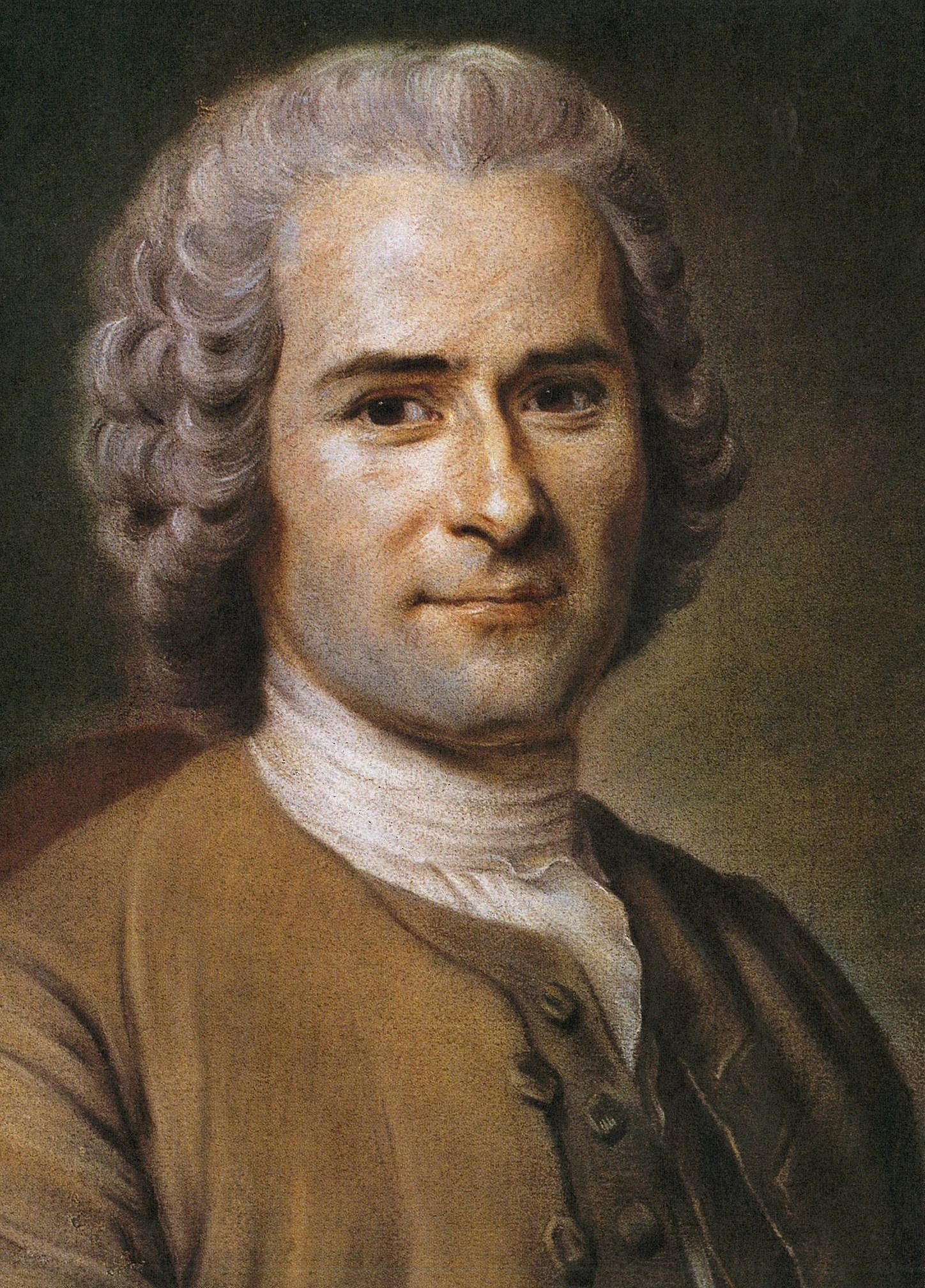
Jean-Jacques Rousseau - pastel par Maurice Quentin de la Tour

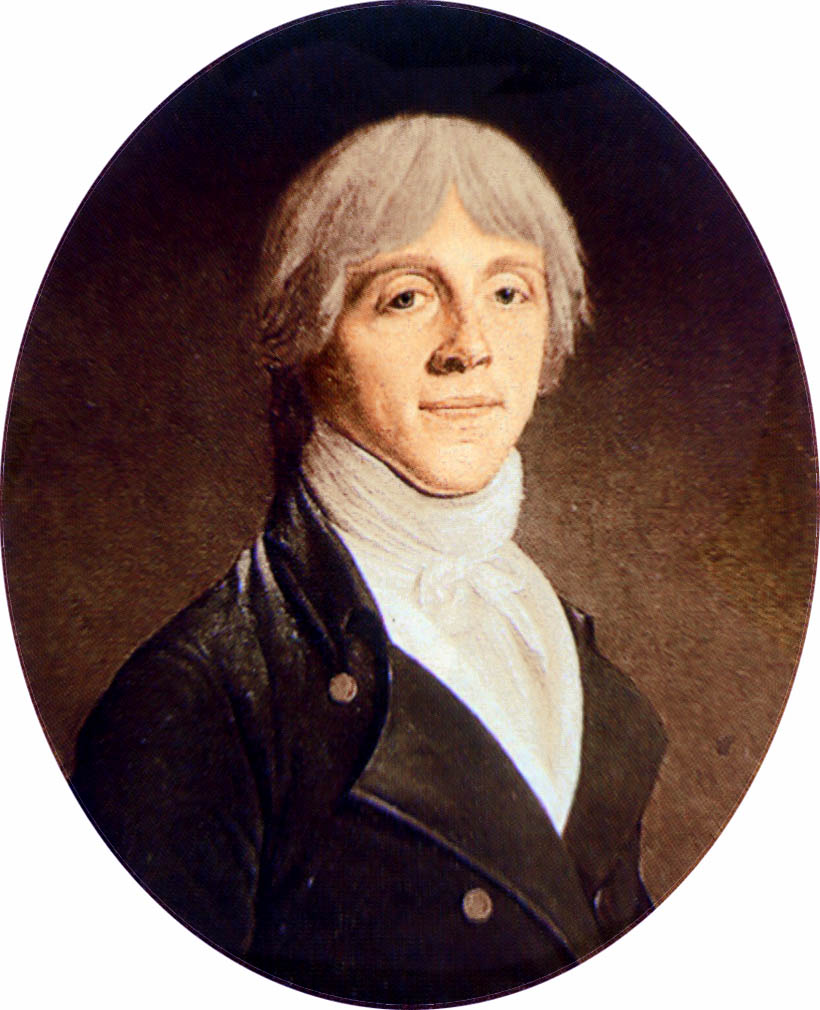
Benjamin Delessert

- Peu après, le négociant Pierre Jean Boy de la Tour (1708 - 1758), originaire de Neuchâtel, est propriétaire du château. Sa veuve, Julie Anne Marie Boy de la Tour (1715 – 1780), née Roguin, et sa fille, Catherine Madeleine (1747 – 1816), qui épousera en 1766 le banquier Étienne Delessert, entretiennent une correspondance avec Jean-Jacques Rousseau. Celui-ci, qui avait fait la connaissance de madame Boy de la Tour à Yverdon, commande à son admiratrice, qui sert d’intermédiaire avec ses fournisseurs, des vêtements de fourrure à la façon des costumes arméniens de l’époque et fait plusieurs séjours à Rochecardon pour assouvir sa passion d'alors pour la botanique[1], notamment le 19 juin 1768 et le 25 mai 1770. Il est alors hébergé dans le pigeonnier. Il fait don à son hôtesse d’une réplique par Maurice Quentin de la Tour d’un pastel le représentant. Ce portrait reste dans la famille Delessert jusqu’en 1911. Le naturaliste Benjamin Delessert, fils de Catherine Madeleine et Étienne, gardera des séjours du philosophe sa vocation pour la botanique.

Famille Sandrin
- Vers 1777, la terre passe à Jean Sandrin, de Champdieu.

Famille Berger
- Le 29 mars 1779, le bien est cédé à Jean-Louis Berger, négociant à Lyon.
- En 1787, son fils, Jean-Antoine, receveur général des consignations des provinces du Lyonnais et du Beaujolais, rend foi et hommage pour sa terre de La Roche.

XIXe siècle
- Plusieurs familles se succèdent, dont :
  - les Lecourt
  - les Roux (dont un marchand de diamants)
  - les Darnat (achat par licitation)

Époque contemporaine
- Le château est une copropriété.

## Description

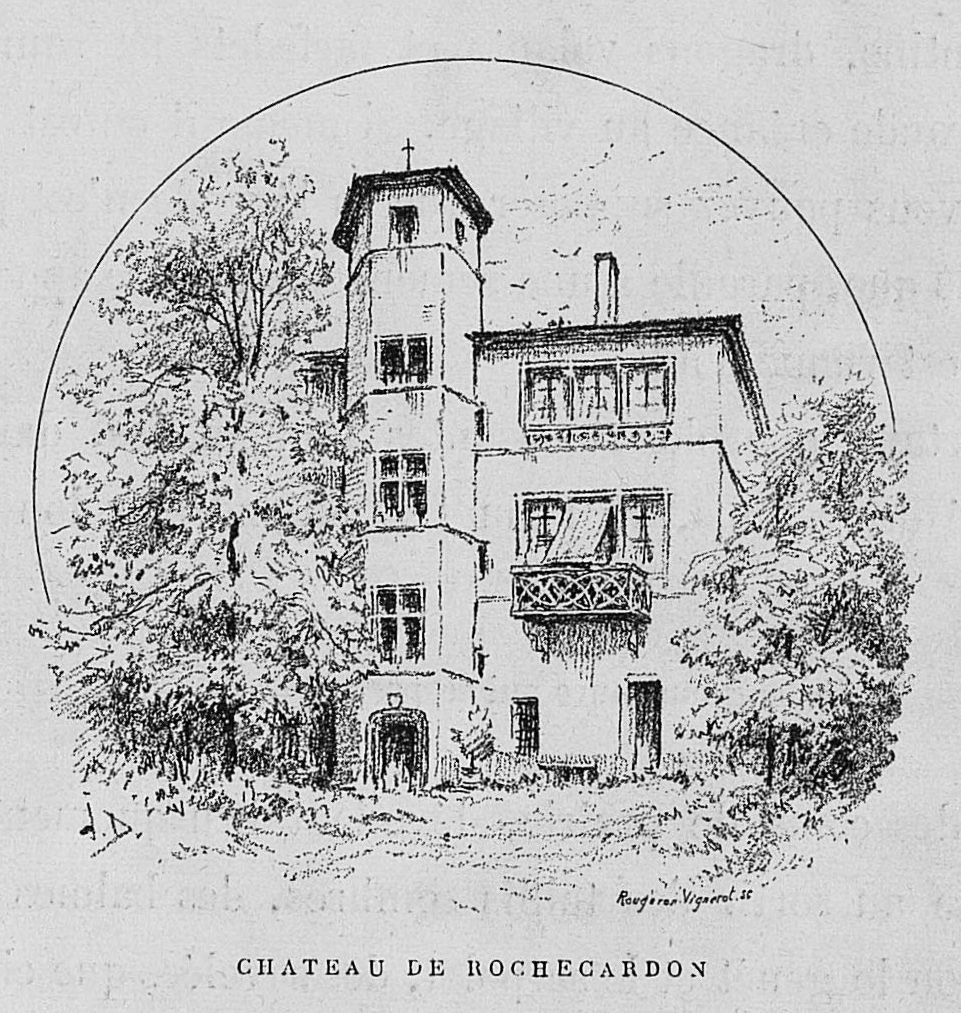
Gravure de Drevet dans l'ouvrage Aux environs de Lyon de M Josse. 1892

On doit à Horace Cardon l’aspect actuel du château, de style Renaissance, et notamment la tour hexagonale, qui domine la façade sud et les fenêtres à meneaux. Des travaux qu’il fit réaliser en 1620, il subsiste la chapelle, un bassin et une allée de platanes mais les statues et les jets d’eau ont disparu. À l’intérieur, des fresques et des cheminées de pierre ont récemment[Quand ?] été restaurées.
Au pied du pigeonnier, un nymphée avait été aménagé autour d’une source baptisée « Albertine », en hommage à Albert de Rippe, musicien de François Ier.
Au XVIIe siècle, Rochecardon est un vaste domaine, « avec bois, haute futaie, garennes, deux moulins, vignes et prés s’étendant jusqu’à la Saône». Au confluent des ruisseaux d'Arches et de  Rochecardon, un étang alimentait une écluse utilisée pour les moulins situés en aval.

## Citation
- « Depuis Rousseau, qui ne connaît Rochecardon ! », Aimé Vingtrinier (1812 – 1903), érudit lyonnais [Où ?].
- Le 15 mai 1539, le poète Bonaventure Des Périers rapporte que François Ier fait halte en « un jardin de plaisance où trouverons et verrons des dames en suffisance », jardin qui se trouve à « la Roche, place de grand’ propreté ».

## Armoiries
- Cardon : d’or, à une fleur de cardon au naturel, tigée et feuillée de sinople.
- Vionnet: d'azur au chevron d'or accompagné de trois croissants d'argent.
- Boy de la Tour : de gueules à une roue de moulin d'or accompagnée en chefs de deux feuilles de trèfle au naturel.